# Амиши

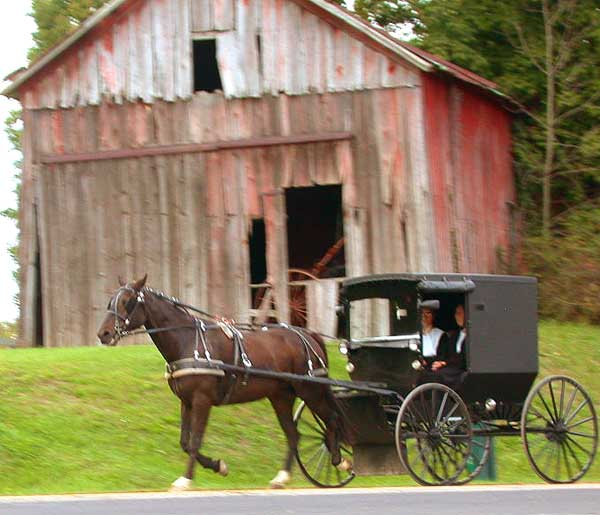
Традиционная повозка амишей

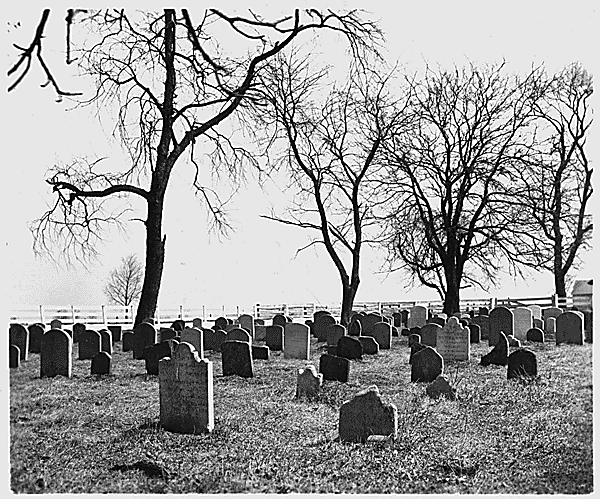
Старое амишское кладбище в Ланкастере, Пенсильвания, 1941

А́миши (англ. Amish [ˈɑːmɪʃ], нем. Amische, пенсил.-нем. Amisch), или а́мманиты (не путать с аммонитами и аманитовыми) — религиозное движение, зародившееся как самое консервативное направление в меннонитстве (разновидность анабаптизма) и затем ставшее отдельной протестантской религиозной деноминацией. Амиши отличаются простотой жизни и одежды, нежеланием принимать многие современные технологии и удобства. Движение последователей Якоба Аммана возникло в 1693 году в Европе, но потом большинство амишей было вынуждено, спасаясь от преследований, эмигрировать в Америку, а оставшиеся в Европе постепенно вновь объединились с меннонитами.
В настоящее время большинство амишей проживают в США и Канаде.
Вероучение амишей основано на буквальном и строгом толковании Библии. Как и другие анабаптисты, они допускают крещение только в сознательном возрасте, а не во младенчестве, выступают за ненасилие и против любой военной службы.
Большинство общин амишей не строят культовых сооружений и проводят богослужения на дому, не занимаются миссионерством и редко принимают к себе новообращённых со стороны.
На протяжении многих поколений амиши вступают в брак только с единоверцами (иногда с меннонитами), из-за чего образуют генетически закрытую человеческую популяцию, нетипичную для современного мира. По причине близкородственных браков внутри относительно малой первоначальной группы населения во многих общинах амишей всё чаще проявляются определённые наследственные признаки, а иногда и наследственные заболевания. Семьи амишей были и, в основном, остаются многодетными и приверженными традиционному сельскому образу жизни. Высокая рождаемость и при этом низкая младенческая смертность делают популяцию амишей одной из самых быстрорастущих в мире. C 1992 по 2017 год число амишей в США увеличилось на 149 %, тогда как население Соединённых Штатов, в целом, выросло всего на 23 %.
Религиозные группы амишей стремятся к определённой изоляции от остального общества. Очень большое значение амиши придают внутрицерковным и семейным взаимоотношениям. Амиши обычно создают собственные однокомнатные школы и заканчивают формальное образование в восьмом классе. Ценят сельскую жизнь, ручной труд, скромность и простоту. В трудных ситуациях предпочитают полагаться на помощь семьи и общины, а не государства или страховых компаний.
Рождаемость амишей оценивается в 6,3 детей на среднюю женщину в период 1900—1920 годы. По состоянию на 2024 год численность амишей составляет более 400 тыс. человек, по этническому происхождению это в основном эльзасцы — потомки примерно 200 основателей, эмигрировавших из Европы в Северную Америку в XVII — начале XVIII века.

## История возникновения и развития
Движение меннонитов-амишей происходит от возникшего в XVI веке религиозного братства, известного как швейцарские братья. Швейцарские братья были анабаптистами. Их также часто рассматривают как часть радикальной Реформации. Возникновение швейцарских братьев восходит к Феликсу Манцу (1498—1527) и Конраду Гребелю (1498—1526), которые отделились от реформата Ульриха Цвингли (1484—1531).

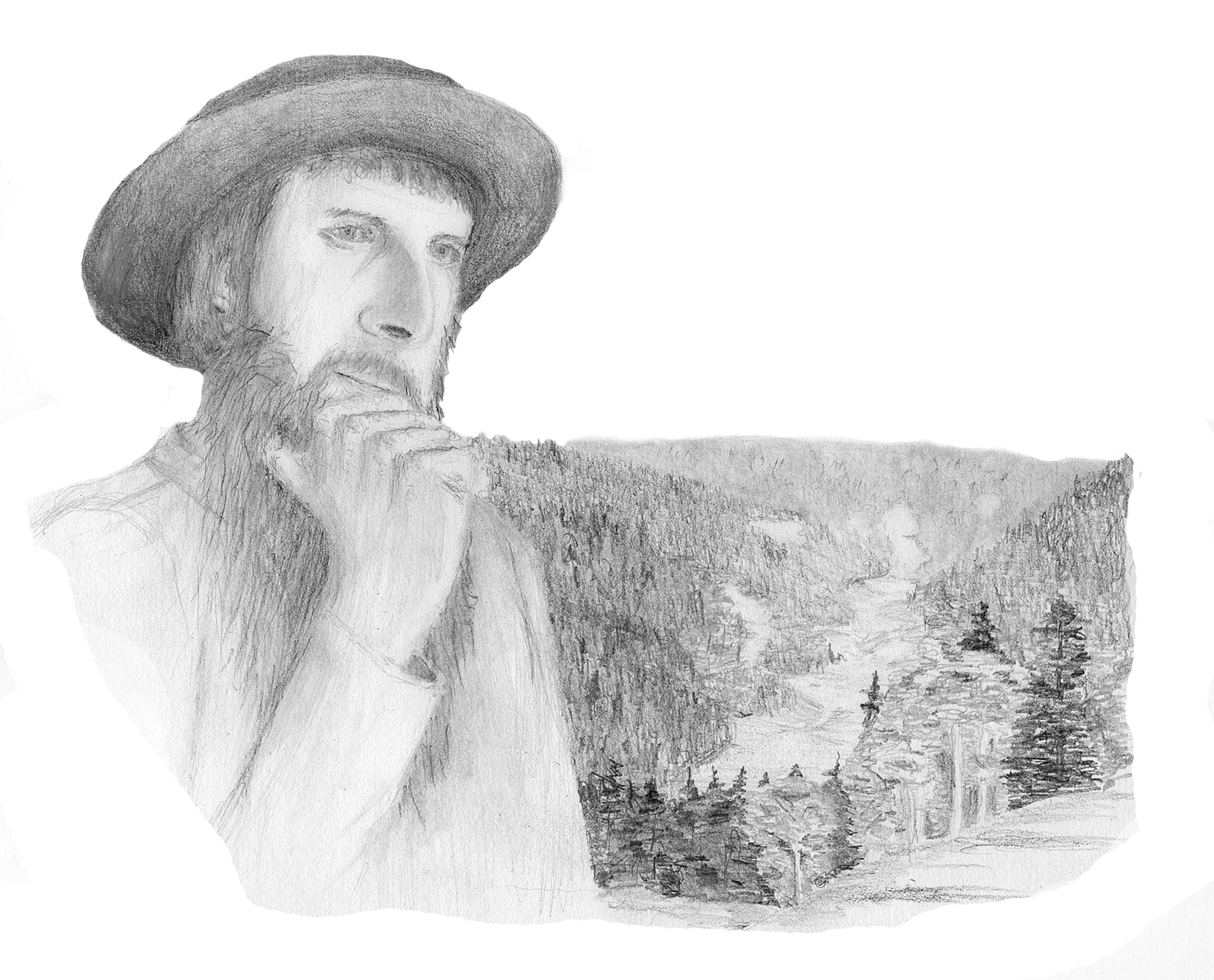
Якоб Амман (портрет по описанию)

История Церкви амишей началась с раскола в группе швейцарских и эльзасских анабаптистов в 1693 году под предводительством Якоба Аммана (1656—1730). По фамилии Аммана, которого также называли Амишем или Амишем Меннонитским, его последователи и стали называться амишами.
Якоб Амман считал, что меннониты, миролюбивые анабаптисты Нидерландов и Германии, отклонились от учения Менно Симонса и «Дордрехтского исповедания веры» 1632 года. Амман был сторонником более строгой церковной дисциплины, включая более суровое применение практики «избегания» — социальной изоляции отлучённых членов.
Швейцарские анабаптисты, рассеянные в результате гонений по всему Эльзасу и Курпфальцу, никогда не использовали строгостей отлучения, как некоторые анабаптисты Нидерландов. Амман же считал, что с отлучёнными от церковной общины никто из её членов не должен общаться до их раскаяния и возвращения. Он настаивал на применении этой практики даже в отношениях между супругами: пока отлучённый супруг не покается, запрещалось даже принимать пищу за одним столом с ним. Такого рода строгий буквализм в этом вопросе, впрочем, как и в других, вызвал раскол среди меннонитов Южной Германии, Эльзаса и Швейцарии в 1693 году и привёл к уходу последователей Аммана.
С этого момента швейцарский анабаптизм развивался двумя параллельными течениями. Последовавшие за Амманом стали известны как амиши, или амиши-меннониты. Другие постепенно сформировали основу «Швейцарской меннонитской конференции». Из-за общего происхождения и наследия амиши и меннониты остаются во многом сходными друг с другом. Покидающие амишские поселения люди склонны присоединяться к консервативным конгрегациям меннонитов.
Первые амиши происходили, в основном, из трёх мест: германоязычных частей Швейцарии и Эльзаса (ныне входит в состав Франции) и германского Курпфальца. Можно сказать, что амиши есть прямые наследники двух групп анабаптистов: «швейцарских братьев» и голландских меннонитов. И сегодня наиболее консервативные их потомки даже в Северной Америке продолжают говорить на пенсильванском диалекте немецкого языка. Швейцарский диалект немецкого доминирует в некоторых сообществах амишей старого обряда, особенно в штате Индиана.
В начале XVIII века многие амиши претерпели преследования от властей европейских государств. Так, король Людовик XIV, присоединив к Франции Эльзас, изгнал из Франции всех амишей (1712), в результате большинство их расселилось в соседних странах, а около трёхсот человек отправились в Америку.
После наполеоновских войн эмиграция амишей усилилась. Основная эмиграция амишей из Европы в Северную Америку продолжалась с 1727 по 1865 год.
С 1815 по 1865 годы в штаты Пенсильвания, Огайо, Иллинойс, Индиана, Нью-Йорк и Айова, а также в Канаду (провинция Онтарио) переселилось около трёх тысяч амишей.
Миграция амишей-меннонитов в Пенсильванию началась в XVIII веке и была частью большой волны эмиграции из Пфальца и соседних регионов. Эта эмиграция была реакцией на религиозные войны, нищету и религиозные преследования в континентальной Европе. Первые иммигранты-амиши прибыли в округ Беркс в Пенсильвании, но позднее из-за проблем с территориями и по соображениям безопасности во время франко-индейской войны (1755—1763) переселились оттуда в другие места. Многие со временем осели в о́круге Ланкастер в той же Пенсильвании. Другие группы амишей позднее нашли себе новое место жительства в штатах Алабама, Делавэр, Иллинойс, Айова, Канзас, Кентукки, Мичиган, Миннесота, Миссисипи, Миссури, Небраска, Нью-Йорк, Огайо, Мэриленд, Теннесси, Висконсин, Мэн, а также в канадской провинции Онтарио.
В дальнейшем амиши неоднократно разделялись в результате споров о вопросах религиозной доктрины. В 1865 году состоялся большой съезд амишей Пенсильвании, Индианы и Огайо, результатом которого было окончательное разделение их на амишей старого обряда и «меннонитских» амишей. Вторые впоследствии почти полностью слились с меннонитской церковью и другими консервативными меннонитскими группами.

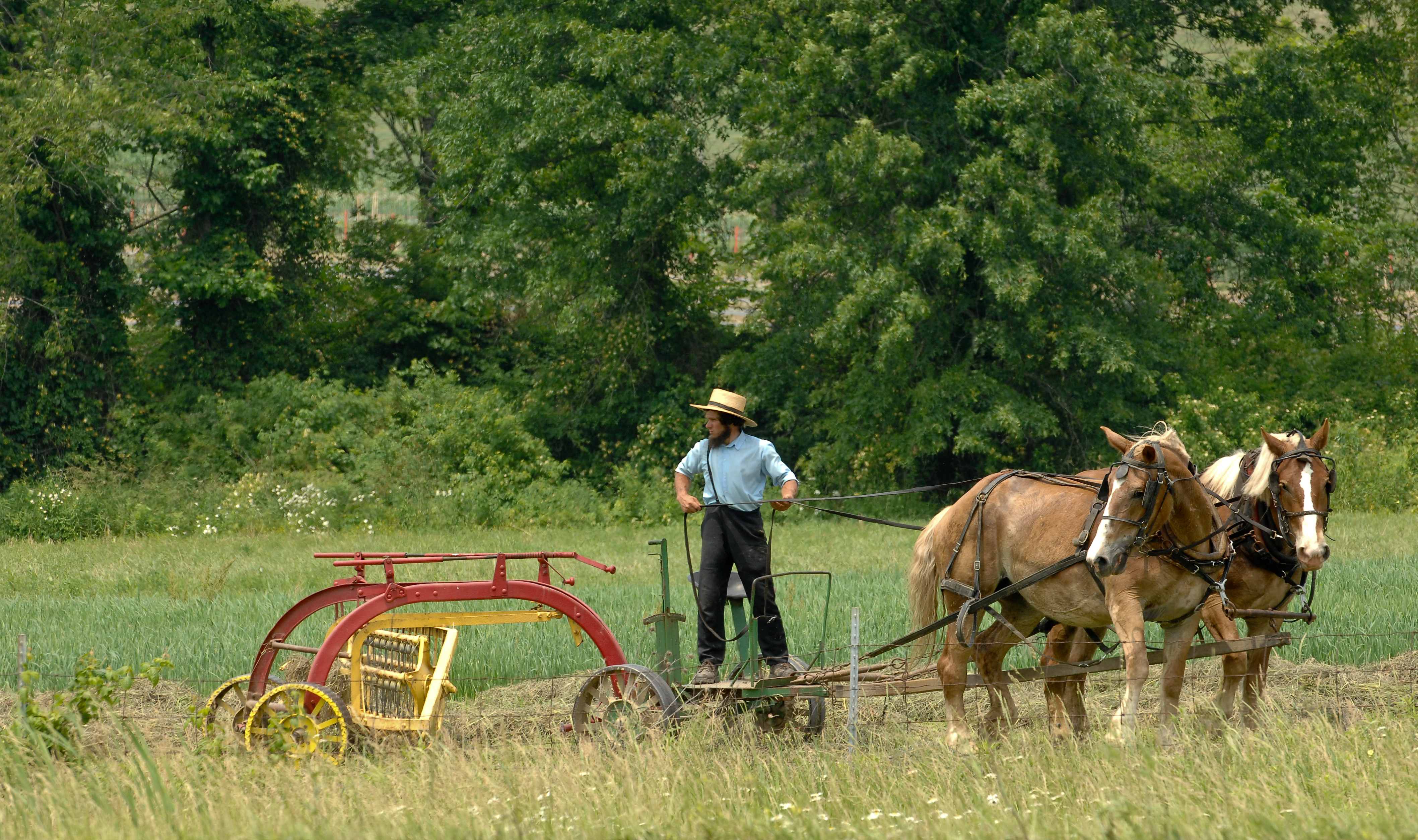
Современный амиш в штате Огайо

Конгрегации амишей, оставшиеся в Европе, постепенно слились с европейскими меннонитами. Последней из них была амишская конгрегация Иксхайма — район города Цвайбрюккена в земле Рейнланд-Пфальц в Германии, которая соединилась с соседней меннонитской церковью в 1937 году. Некоторые меннонитские конгрегации (в том числе большинство Эльзасских) возникли из бывших амишских конгрегаций.
Большая часть сообществ амишей, возникших в Северной Америке, в итоге не сохранили своей религиозной идентичности. Потеря идентичности стала результатом большого разделения среди амишей в 1860-х годах. В течение этого десятилетия в округе Уэйн в Огайо проходила «Пастырская конференция» (нем. Dienerversammlungen) по вопросам о том, как быть амишам под давлением современного общества. Более традиционно настроенные епископы бойкотировали несколько первых встреч. Примерно две трети активных участников конференции сохранили за собой название «амишей-меннонитов». Многие из них впоследствии объединились с Меннонитской церковью и другими деноминациями меннонитов — особенно в начале XX века. Более консервативные группы стали известны как амиши старого обряда.

## Вероучение и религиозная деятельность амишей
Вероучение амишей основывается на определённом, достаточно буквальном и строгом, толковании Библии. Амиши ждут Второго Пришествия Иисуса Христа и Его тысячелетнего царствования («Хилиазм»). Основные положения вероучения амишей заключены в «Декларации главных положений нашей общей христианской веры» (1632).
Членство в Церкви амишей начинается с крещения по вере (кредобаптизма), которое обычно совершается в возрасте от 16 до 25 лет. Осознанное крещение по вере у амишей — это также необходимое условие для вступления в брак; и после того, как человек приобщается к церкви, он может вступать в брак только с единоверцами.
Местная религиозная организация амишей называется "конгрегацией" и обычно состоит из двадцати - сорока  семей, живущих неподалёку друг от друга, часто по соседству. Конгрегация возглавляется епископом, или «полным служителем» (нем. völliger Diener), вместе с несколькими священниками и диаконами.
По правилам амишей, в каждой конгрегации должны быть как минимум один «полный служитель», который является также главой общины, два служителя и диакон. Они избираются пожизненно голосованием всех членов общины и не пользуются никакими привилегиями. Но лидеры разных общин иногда собираются для решения различных вопросов и заключения договоров между общинами.
Большинство конгрегаций амишей старого обряда не строят храмов. Богослужения проводятся каждое второе воскресенье в доме одного из членов общины по очереди. В большинстве случаев богослужение амишей длится около четырёх часов, включает пение гимнов и проповеди. В другое время практикуется индивидуальная внутренняя молитва. Согрешивший исповедуется перед всей общиной.
Амиши, как и другие анабаптисты, не допускают крещения младенцев, а признают только сознательное принятие крещения по вере, которое означает вступление в члены Церкви амишей и принятие на себя очень серьёзных обязательств перед Богом и общиной. Тех, кто крестились, а потом покинули церковь, — члены их бывшей конгрегации и даже их семьи будут избегать, но некрещёные такому избеганию подвергаться не будут.

## Согласы амишей
После эмиграции из Европы в Америку религиозное движение амишей не сохранило своего единства. Церковь амишей многократно разделялась на подгруппы (субденоминации, согла́сы, секты) с различающимися толкованиями Библии и различными правилами жизни.
Так, в 1866 году в Индиане в результате движения за духовное пробуждение амишей была основана Евангелическая меннонитская церковь.
В 1910 году в Пиджине (округ Сент-Джозеф штата Мичиган) была создана Консервативная меннонитская конференция. Её приверженцы стали проводить богослужения в специальных домах собраний, организовали воскресные школы, стали проводить богослужения на английском языке (а не только на пенсильванско-немецком, как другие амиши).
Другой отдельный соглас — Амишские меннонитские церкви Бичи — разрешил использовать автомобили, тракторы и сетевое электричество. Амиши-меннониты Бичи ведут миссионерскую деятельность, что не практикуется другими амишами. На постсоветской территории есть небольшая община амишей Бичи в городе Черкассы (Украина).
Всего известно более восьми различных согласов амишей. В их числе (в порядке возрастания консерватизма): «Амиши-меннониты Бичи», «Амиши нового обряда», «Амиши старого обряда», «Шварцентруберовские амиши», «Амиши Тройера».

### Амиши старого обряда
Амиши старого обряда (англ. Old Order Amish, варианты перевода: амиши старого порядка, амиши старых порядков, амиши старых правил) — основное (базовое) множество амишей, исходный соглас, от которого затем отделились другие согласы амишей. Любое утверждение в данной энциклопедической статье относится к амишам старого обряда, если не оговорено особо, что оно относится к другому согласу амишей или ко всем амишам.
Иногда амишами старого обряда называют отделившихся в 1860-х годах от основного движения более консервативных амишей, придерживающихся более строгих правил, придающих особое значение традиционной практике и старой вере.

### Амиши нового обряда
Амиши нового обряда (англ. New Order Amish, варианты перевода: амиши нового порядка, амиши новых порядков, амиши новых правил), несмотря на название, являются подгруппой амишей старого обряда, которая отделилась от других амишей в 1960-х годах по ряду причин. Среди них: желание «очистить» правила отношений между мужчиной и женщиной, а также внести больше евангелических элементов в жизнь, таких как воскресные школы и миссионерская работа.
В 1966 году около ста семей отделились от амишей старого обряда в округе Ланкастер штата Пенсильвания и создали две новые конгрегации, и с тех пор они стали называться «амишами нового обряда» (англ. New Order Amish). Подобный раскол произошёл и в штате Огайо примерно в то же время.
Как и амиши старого обряда, амиши нового обряда используют конные повозки, носят скромную одежду, говорят на пенсильванско-немецком диалекте и проводят богослужения на дому. Как и у других амишей, у них запрещены Интернет, телевидение и радио. Некоторые из амишей нового обряда допускают использовать электричество на подворье около дома (но не внутри дома), тракторы и грузовые автомобили, кое-кто — также и телефон в доме.
Практика избегания у них может быть менее жёсткой, чем у амишей старого обряда. Они могут также более снисходительно относиться к фотографированию себя и к фотографии вообще, чем амиши других согласий. В то же время, в некоторых конгрегациях амишей старого обряда допускается курение табака и употребление алкоголя, а у всех амишей нового обряда это строго запрещено, что является важным фактором их первоначального разделения.
Существуют несколько различных амишских религиозных движений, называемых амишами нового обряда. Их общины можно найти примерно в дюжине штатов; самые многочисленные — в округе Холмс штата Огайо.

### Амиши-меннониты Бичи
А́миши-меннони́ты Би́чи (англ. Beachy Amish Mennonite) — не имеющее центрального органа управления сообщество анабаптистских церквей. Общих черт, характерных для всех церковных конгрегаций амишей-меннонитов Бичи, немного. Все они придерживаются дордрехтского вероисповедания, а также разделяют (но в разной степени) такие анабаптистские понятия, как отрицание насилия, строгое отделение церкви от государства, крещение по вере во взрослом возрасте (а не в младенчестве).

#### История
Церковь Бичи возникла в 1927 году в результате разделения в конгрегации амишей старого обряда «Кассельман Ривер» (англ. (Casselman) River) в округе Сомерсет штата Пенсильвания. Во главе этой конгрегации в то время стоял епископ Мо́зес М. Би́чи (англ. Moses M. Beachy), чьё имя и стало ассоциироваться с данной фракцией амишей. Амиши-меннониты Бичи предпочитают более мягкую дисциплину по отношению к тем верующим, которые переходят в другие анабаптистские церкви, особенно в консервативные конгрегации амишей-меннонитов, которые откололись от конгрегации Мозеса Бичи в 1895 году, и с тех пор ему не подчинялись.

#### Отличия от амишей старого обряда
В отличие от амишей старого обряда, амиши Бичи имеют молитвенные дома, воскресные школы и библейские школы для молодых людей, и, в большинстве своём, проводят миссионерскую работу. Отлучение от церкви применяется более редко, связанные с ним запрещения (общения, помощи и т. д.) — ещё реже.
Кроме того:
- Ограниченный доступ к Интернету в некоторых конгрегациях разрешается;
- Мужчины носят одежду, купленную готовой (а не только домотканую или изготовленную на заказ);
- Разрешается иметь и использовать личные автомобили, велосипеды и моторизированную сельскохозяйственную технику.

#### Сходства с амишами старого обряда
Сегодня большинство церквей Бичи имеют больше сходства с консервативными группами меннонитов, чем с амишами старого обряда. Но практики и образ жизни остаются сходными со староамишскими, в том числе:
- Женщины должны быть с покрытой головой, как, по их мнению, положено христианкам (см. Христианский головной убор);
- Женатые мужчины носят бороды (в большинстве конгрегаций);
- Телевидение и радио запрещены.

#### Численность и распространение
В 2006 году в 207 церковных общинах амишей Бичи состояло 11 487 человек, больше всего в штатах Пенсильвания, Индиана и Огайо. Международные церкви и миссии амишей Бичи действуют в Канаде, Австралии, Ирландии, Румынии, Сальвадоре, Белизе, Никарагуа, Коста-Рике, Парагвае, Кении и Украине. Спонсоры миссионерской работы — «Amish Mennonite Aid» (AMA), «Mennonite Interests Committee» (MIC), отдельные церкви.

### Шварцентруберовские амиши
Шварцентруберовские амиши или амиши Шварцентрубера (англ. Swartzentruber Amish) — соглас амишей, появившийся в результате разделения (раскола), произошедшего в среде амишей старого обряда округа Холмс штата Огайо в 1917 году.

#### Происхождение и распространение
Этот раскол амишей возглавлял епископ Сэм Йодер (Sam E. Yoder). Но название этого амишского согласа произошло от фамилии не этого, а следующего за ним епископа — Сэмюэла Шварцентрубера (Samuel Swartzentruber). Существует 19 церковных округов шварцентруберовских амишей в округах Холмс и Уэйн (округ, Огайо) штата Огайо, откуда они и произошли. В настоящее время группы этих амишей поселились в 15 других штатах США, но самые многочисленные поселения их — в Холмсе и Уэйне.

#### Отличия от амишей старого обряда
Шварцентруберовские амиши говорят на пенсильванском диалекте немецкого и рассматриваются как подгруппа амишей старого обряда, однако они не дружат и не допускают браков с более либеральными амишами старого обряда. Как и многие другие амиши-старообрядцы, они избегают использования электричества и водопровода в доме, а также многих других «слишком мирских, слишком суетных» устройств и технологий: пуговиц, застёжек-липучек, велосипедов и других. Дворы и фермы шварцентруберовских амишей часто выглядят неопрятными. Это, видимо, из-за того, что последователи Шварцентрубера считают заботу о внешнем виде слишком суетным делом. Их фермы можно узнать по грязным подъездам и дорогам, в то время как большинство дорог в поселениях амишей старого обряда вымощены камнем или хотя бы гравием.
Другой характерный признак — жестяные крыши на домах и надворных постройках многих шварцентруберовских амишей. Отличия в одежде от амишей старого обряда мало заметны: все цвета скорее тёмные, чем яркие; распространён тёмно-синий, тёмно-багряный и даже серый цвет. Мужские брюки на подтяжках — часто с одной подтяжкой, чтобы избежать гордыни и надменности из-за двух. Женские платья длинные, обычно доходящие до верха обуви, реже — до середины икр. На упряжи и повозках используется чаще полностью чёрная, нежели коричневая кожа.
На заднюю сторону своих повозок шварецентруберовские амиши прикрепляют отражательную направляющую ленту вместо яркого (обычно красного) треугольника — этот стандартный дорожный знак тихоходного транспортного средства они считают слишком вызывающим и суетным. Их лёгкие конные повозки чаще оборудованы неэлектрическими (масляными, керосиновыми и т. п.) фонарями без отражателей, нежели электрическими фарами, работающими от аккумуляторов. И эти фонари обычно расположены со смещением: на одной стороне повозки фонарь слегка выше, чем на другой. Это сделано намеренно, чтобы можно было в темноте по бортовым огням отличить конные повозки амишей от других транспортных средств на дороге.
Было даже несколько судебных процессов в о́круге, где власти округа и штата пытались заставить амишей Шварцентрубера соблюдать предписания об использовании стандартного оранжевого треугольника на задней стороне повозок. Но Верховный суд США оказался на стороне амишей. Тем не менее, до сих пор статистика показывает, что в районах, где есть амиши данной подгруппы, дорожные происшествия с конными повозками происходят чаще, чем в других местах.
13 сентября 2011 года в штате Кентукки девять амишей Шварцентрубера старого обряда (англ. Old Order Swartzentruber men) были арестованы за неуплату штрафа за отказ от установки оранжевого отражающего треугольника на их конной повозке. Амишам пришлось провести от трёх до десяти дней в тюрьме города Мейфилд (Mayfield), где из уважения к их религии им дали одежду тёмных тонов, а не оранжевую, как другим заключённым.

#### Этимология слова «Шварцентрубер»
Шварцентрубер (Swartzentruber) — распространённая среди амишей и меннонитов фамилия швейцарского происхождения. Пришла из долины реки Труб, расположенной примерно на полпути между Берном и Люцерном. Предположительно означает «продавец чёрного винограда». В английском языке существует несколько вариантов написания этой фамилии: Swartzendruber, Schwartzendruber, Schwarzentruber и Schwarztrauber.

### Амиши Тройера
В 1932 году епископ Эли А. Тройер (Eli A. Troyer) ушёл от амишей Шварцентрубера и основал «Церковь Тройера» (англ. Troyer church) в Уэйн штата Огайо. Он это сделал по нескольким причинам, одной из которых стали правила насчёт размеров полей шляпы. До этого времени шварцентруберовские амиши носили такие же шляпы, как и остальные амиши.
До 1942 года допускался свободный переход между конгрегациями амишей Шварцентрубера и амишей Тройера, без наказания со стороны «Церкви Тройера». Но потом весной 1942 г. другой епископ амишей Тройера, Эйб Тройер (Abe Troyer), «закрыл дверь между сектами», стал угрожать отлучением тем, кто перейдёт из конгрегации амишей Тройера в конгрегацию амишей иного согласа.
Таким образом, произошло отделение «Церкви Тоуб» (англ. Tobe church) от других амишей. Эта церковь действует, в основном, в округе Уэйн — но и там она раскололась на две части: «Церковь Тоуб нового обряда» (англ. Tobe New Order) и «Церковь Тоуб старого обряда» (англ. Tobe Old Order).
Со временем «Церковь Тройера» распространилась ещё в несколько мест в Пенсильвании, штате Нью-Йорк, Мичигане и в Канаде, — так же, как до этого сделала «Церковь Шварцентрубера».

## Образ жизни и культура

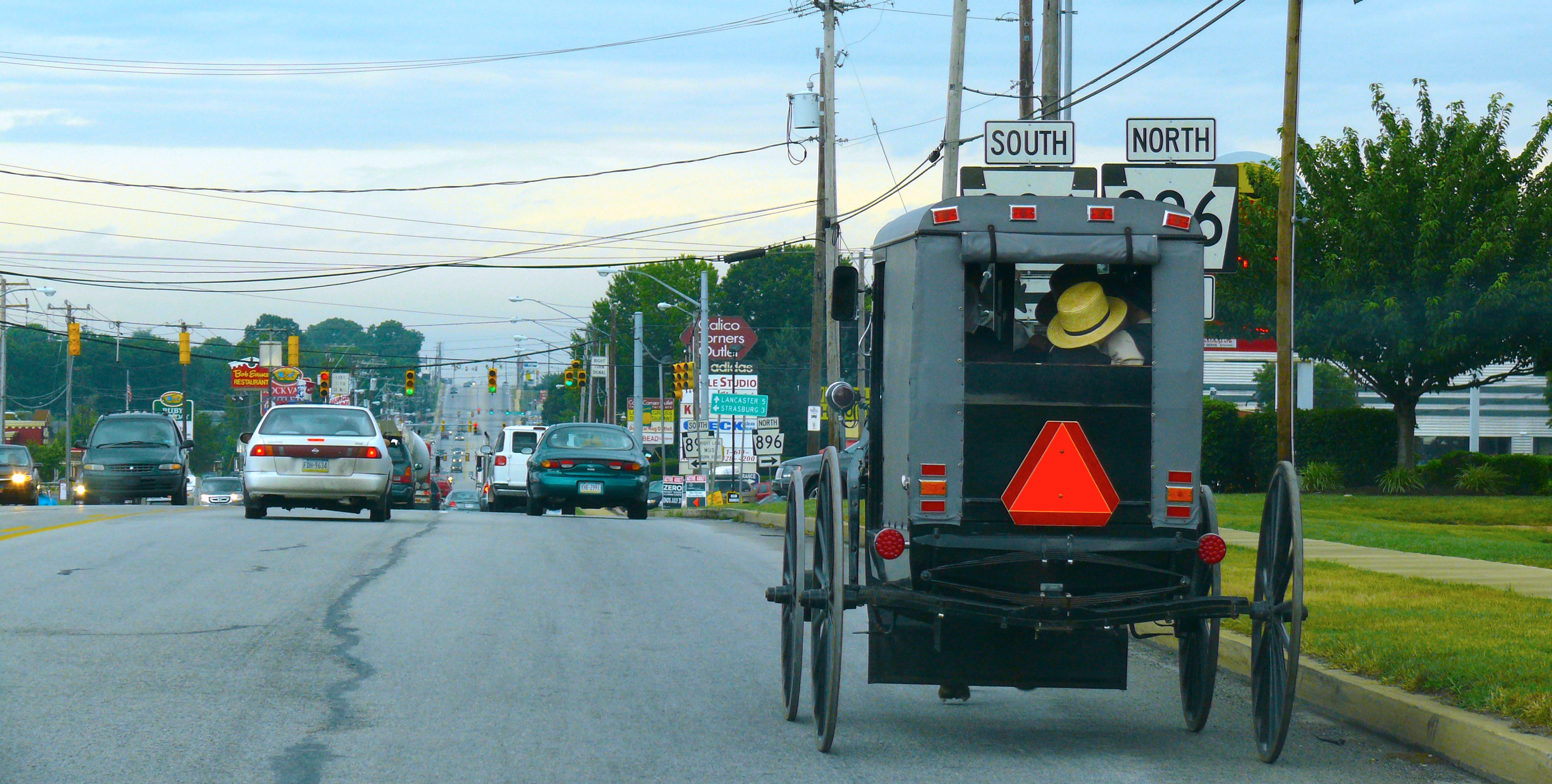
Традиционная повозка амишей

Семьи и общины амишей обычно очень консервативны и стараются сохранить более традиционный образ жизни и отношения в семье, чем окружающее их большое общество. Браки амиши допускают только с другими амишами. Семьи, как правило, многодетные. Пожилым и больным членам общины стараются помогать своими силами, не принимая социальное обеспечение от государства или других внешних организаций. Амиши старого обряда также известны своим неприятием ряда современных технологий.
Правила Церкви, или «Орднунг», должны строго соблюдаться каждым её членом. Эти правила затрагивают большинство аспектов повседневной жизни и включают в себя запреты или ограничения на использование сетевого электричества, телефонов и автомобилей, предписания насчёт одежды. Как и многие другие анабаптисты, амиши практикуют непротивление злу насилием и отказываются от любого рода военной службы; во время войны они получают статус «отказника по совести (conscientious objector)» — людей, по идейным соображением отказывающихся от прохождения военной службы. Члены церкви, которые не следуют этим правилам (не оправдывают ожидания) и не могут быть приведены к покаянию, отлучаются от церкви. Кроме отлучения, практикуется «избегание» — практика ограничения социальных контактов с «заблудшими» с целью пристыдить их и побудить вернуться в лоно церкви.

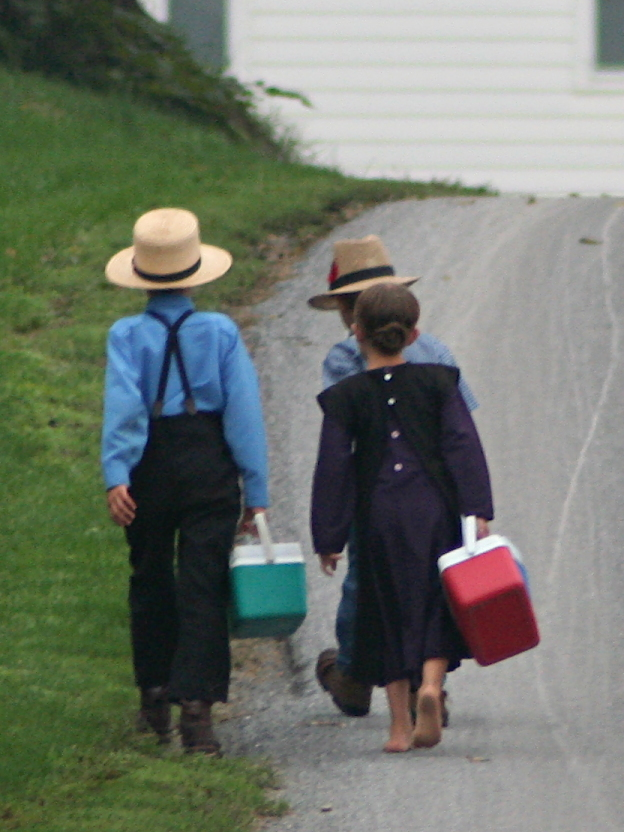
Дети амишей идут в школу

Амиши не стремятся дать своим детям бо́льшее образование, чем обязательные восемь классов средней школы, полагая, что и этих базовых знаний вполне достаточно, чтобы подготовиться к жизни амиша. Дети амишей часто, следуя традициям своей веры, с ранних лет учатся работать в доме, или на семейной ферме, или на общинной земле. Дети воспитываются в традициях своих родителей или близких родственников до подросткового возраста, когда, в период румспринга, им даётся возможность посмотреть мир и сравнить с тем, чему их учили в семье. В это время неблагочестивое поведение, за которое взрослого, окончательно обратившегося в веру амишей, подвергли бы избеганию, может приниматься с некоторой долей терпимости.
В 1961 году Служба внутренних доходов США признала, что, поскольку амиши по религиозным соображениям не пользуются благами социального страхования (и вообще социального обеспечения), они не обязаны платить соответствующие налоги, а в 1965 году это правило было кодифицировано в законодательстве.
Случаются хулиганские выходки против амишей, как со стороны людей из неамишского общества, так и в результате конфликтов между самими амишами.

## Численность населения и распространение

### Демография амишей
| 1920 | 1928 | 1936 | 1944   | 1952   | 1960   | 1968   | 1976   | 1984   | 1992    | 2000    | 2008    | 2010    | 2011    | 2018    | 2020    | 2024    |
| ---- | ---- | ---- | ------ | ------ | ------ | ------ | ------ | ------ | ------- | ------- | ------- | ------- | ------- | ------- | ------- | ------- |
| 5000 | 7000 | 9000 | 13 000 | 19 000 | 28 000 | 39 000 | 57 000 | 84 000 | 125 000 | 166 000 | 221 000 | 249 000 | 261 150 | 330 465 | 350 665 | 401 005 |

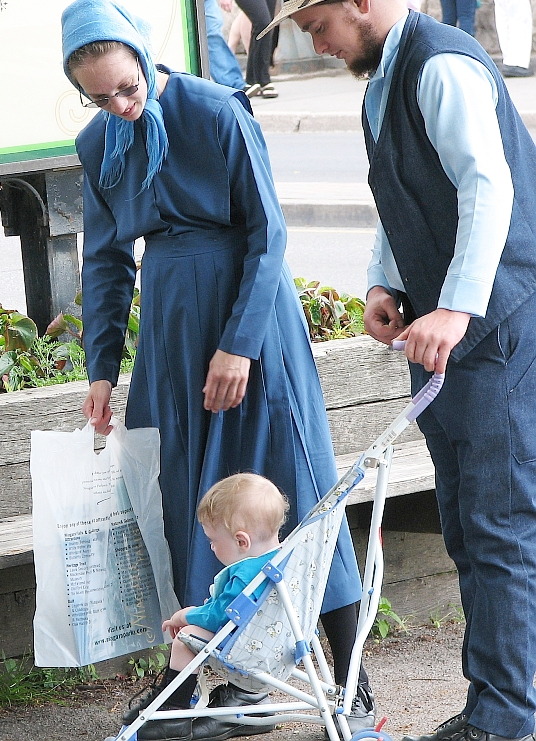
Семья амишей в Канаде, в районе Ниагарского водопада

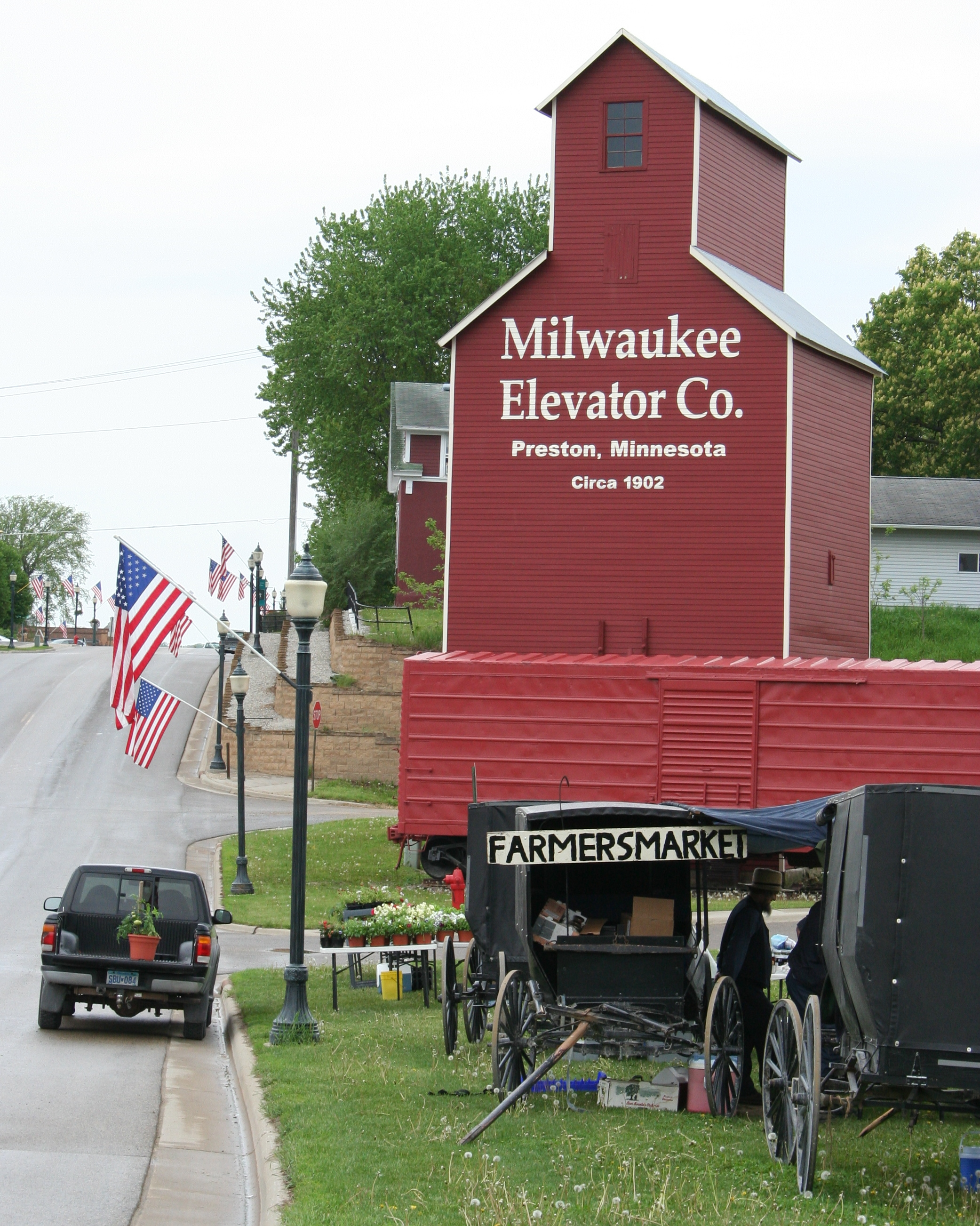
Фермерский рынок амишей близ г. Престон, Филлмор, Миннесота

Недостаток сохранившихся детальных записей у амишей старого обряда, наряду с другими факторами, затрудняет оценку их общего количества. Приблизительные оценки, полученные в ходе различных исследований, дают численность населения амишей 125 тыс. чел. в 1992 году, 166 тыс. чел. в 2000 г. и 249 тыс. чел. в 2010 г. Темп прироста населения составляет около 4 % в год.
С 1992 по 2010 г. прирост населения среди амишей в Северной Америке составил 99 %. За это время они основали 184 новых поселения и переселились в шесть новых штатов США. В 2000 году примерно 165 620 амишей старого обряда постоянно проживали в США, из них 73 609 были членами церкви.
В 2000 году более 165 тыс. амишей старого обряда жили в Канаде и США. К 2008 году, по данным исследования, их количество возросло до 227 тыс. человек. В 2010 году новое исследование показало рост численности за два года на 10 %, до 249 тыс. человек, с нарастающим продвижением на запад.
Амиши — одна из самых быстрорастущих групп населения во всём мире. В среднем в амишской семье рождается семь детей.
Сообщества амишей старого обряда существуют в 27 штатах США и в канадской провинции Онтарио. Наибольшее количество амишей проживает в штате Огайо: 55 тыс. чел.; за ним следует Пенсильвания (51 тыс. чел.) и Индиана (38 тыс. чел.). Крупнейшие поселения амишей в о́круге Холмс в центральной части штата Огайо, в округе Ланкастер штата Пенсильвания, а также в округах Лагрейндж и Элхарт штата Индиана
Наибольшая концентрация амишей к западу от реки Миссисипи отмечена в штате Миссури; другие поселения находятся в восточной части штата Айова и юго-восточной части штата Миннесота. Из-за такого быстрого роста населения в общинах амишей, новые поселения создаются для того, чтобы получить достаточное количество земли, пригодной для сельского хозяйства. Другие причины создания новых поселений, расположенных в удалённых изолированных местах — стремление сохранить традиционный уклад жизни, переселяясь в места, в которых культурная среда подходящая для их образа жизни; желание жить недалеко от родственников или других групп амишей; иногда это служит разрешению внутрицерковного конфликта или вопроса о власти.
В Ирландии существует небольшая конгрегация «амишей Бичи», связанных с Церковью амишей-меннонитов Вивертауна (Вивертаун — невключённая территория в городке Амити, округа Беркс штата Пенсильвания).

### Родовое происхождение и этнический состав

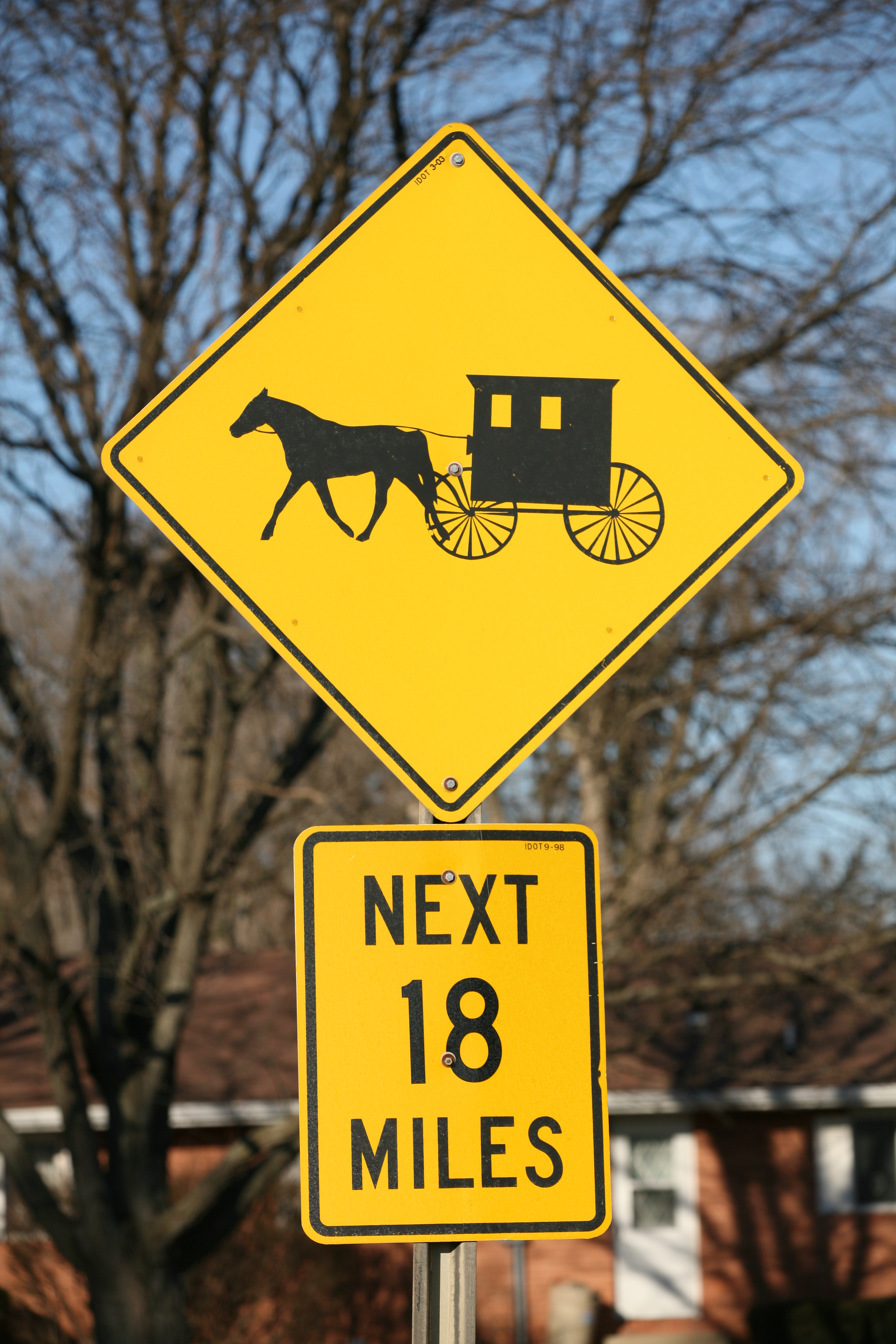
Такие дорожные знаки ставят в местах проживания амишей старого обряда, меннонитов старого обряда или членов нескольких различных групп «братьев» старого обряда, предпочитающих моторам конную тягу

Большинство амишей произошли от общих швейцарских и немецких предков. Но часто, называя себя «швейцарскими немцами» (англ. Swiss-German), они используют этот термин скорее для обозначения своей религиозной, нежели этнической принадлежности. Те, кто по своему выбору присоединился к Церкви Амишей, или малолетние дети, выросшие в домах амишей, но слишком молодые для того, чтобы быть членами церкви, тоже считаются амишами. В некоторых меннонитских церквях большое количество людей — это бывшие члены амишских конгрегаций. Хотя в XIX в. в Америку иммигрировало больше амишей, чем в XVIII в., большинство сегодняшних амишей произошли от иммигрантов восемнадцатого столетия. Последние склонны придавать особое значение традиции, в большей мере соблюдать её, и, возможно, потому они сохранили отдельную самоидентификацию как амишей.
Бывшая Конференция меннонитов Западного Онтарио (КМЗО) (англ. Western Ontario Mennonite Conference (WOMC)) установила, что почти все бывшие амиши-меннониты в Канаде воссоединились с Меннонитской Церковью.
В книге Орланда Гингерича «Амиши в Канаде» (англ. Orland Gingerich. The Amish of Canada) большинство страниц посвящено не амишам Бичи и не амишам старого обряда, но конгрегации бывшей КМЗО.

## Здоровье, наследственные особенности и отношение к лечению
В среде амишей отмечается высокий уровень определённых наследственных заболеваний, включая карликовость (синдром Эллиса — Ван-Кревельда), различные метаболические заболевания и нетипичное распространение групп крови. Амишское население представляют собой набор различных генетически закрытых популяций (сообществ) с распространением близкородственных браков (инбридинга).
Поскольку почти все амиши произошли от примерно 200 предков-основателей, живших в XVIII веке, генетические заболевания в результате межродственного скрещивания существуют в наиболее изолированных округах (это один из примеров проявления «эффекта основателя»). Некоторые из этих заболеваний довольно редкие или даже уникальные, при том достаточно серьёзные, чтобы быть причиной увеличения младенческой и детской смертности среди амишей. Большинство амишей принимает это как «Gottes Wille» — волю Божию; они отвергают использование превентивных генетических тестов перед вступлением в брак и генетического обследования нерождённых детей для выявления генетических расстройств. В то же время амиши готовы участвовать в других исследованиях наследственных заболеваний. Их огромные сохранившиеся семейные истории полезны в исследованиях заболеваний вроде болезней Альцгеймера и Паркинсона, макулодистрофии и др.
Хотя амиши и подвергаются повышенному риску большого числа генетических заболеваний, исследователи Центра всестороннего изучения рака Университета штата Огайо — онкологической больницы им. Артура Г. Джеймса (The Ohio State University Comprehensive Cancer Center — Arthur G. James Cancer Hospital) и НИИ Ричарда Дж. Солова (Richard J. Solove Research Institute (OSUCCC-James)) установили, что стремление амишей к жизни без вредных привычек может привести и к более здоровой жизни. Общая заболеваемость раком среди амишей составляет 60 % от той же заболеваемости (с учётом возраста) для штата Огайо в целом, и 56 % от общей заболеваемости раком в США. Уровень раковых заболеваний, вызванных курением табака, в среде взрослых амишей составляет 37 % от того же показателя для всего взрослого населения штата Огайо; тот же уровень для «нетабачных» раковых заболеваний — 72 % от среднего по Огайо.
Амиши имеют меньший риск заболевания многими типами рака — как через их образ жизни (с очень низким потреблением табака и алкоголя, ограниченным количеством половых партнёров), так и благодаря наследованию определённых генов, которые могут снизить восприимчивость к раку. Доктор Джудит Вестман (Judith Westman), директор отдела генетики человека НИИ им. Ричарда Дж. Солова, занималась изучением этого. Результаты были представлены в статье, вышедшей в журнале «Cancer Causes & Control». Даже заболеваемость раком кожи у амишей оказалась ниже, несмотря даже на то, что многие из них много работают на открытом воздухе, подвергаясь значительному воздействию солнца и ультрафиолетовых лучей. Они обычно работают в достаточно закрытой одежде с длинными рукавами, в широкополых шляпах, что защищает кожу от избыточного воздействия солнечной радиации.
Амиши вполне осознают преимущество экзогамии. Генетических заболеваний можно избежать, выбирая супругов из другой общины амишей, не связанной общей родословной. Так, например, семьи основателей в округе Ланкастер штата Пенсильвания не были родственниками амишам — основателям общины в округе Перт канадской провинции Онтарио.
Амиши старого порядка обычно не прибегают к услугам частных медицинских страховых компаний. Около двух третей амишей в округе Ланкастер участвуют в «церковной взаимопомощи» (Church Aid) — неформальном само- и взаимостраховании с целью помощи членам общины, которые вынуждены нести большие расходы на лечение.
Несколько американских больниц, начиная с середины 1990-х годов, создали специальные социально-ориентированные программы, чтобы помогать амишам. Первая из этих программ была учреждена Джеймсом Хьюбертом (James Huebert) в Системе здравоохранения Саскуэханны (Susquehanna Health System) в центральной части Пенсильвании. Эта программа привлекала внимание центральных СМИ США и была потом распространена на окружающие больницы
.
Лечение наследственных заболеваний — задача «Клиники для детей с особенностями» (Clinic for Special Children) в городке Страсбург (округ Ланкастер, штата Пенсильвания), которая разработала эффективные методы лечения таких заболеваний, как лейциноз, который до этого был смертельной болезнью. Услугами этой клиники воспользовались многие амиши. Доходило даже до того, что родители покидали — даже под угрозой отлучения и избегания — амишскую общину ради того, чтобы их дети получали должное лечение и уход.
«Клиника для детей с особыми потребностями» (DDC Clinic for Special Needs Children), расположенная в посёлке Миддэлфильд округа Джеога штата Огайо, с мая 2002 г. занимается лечением метаболических заболеваний у детей. Эта клиника осуществляет лечение, исследования и даже обучение как детей амишей, так и других детей и их семей.
Хотя это не запрещено и не считается аморальным, большинство амишей не используют никакие формы контрацепции; потому у них так часты многодетные семьи. Они категорически против абортов и также считают «искусственное оплодотворение, генетику, евгенику и исследования стволовых клеток» — «несовместимыми с ценностями и верой амишей».
Организация «Народные помощники» (People’s Helpers) — созданная амишами сеть людей, осуществляющих уход за больными с психическими проблемами — имеет дело с членами амишских общин, страдающими психическими расстройствами, и рекомендует профессиональных консультантов.
Частота самоубийств среди амишей в округе Ланкастер в 1980 г. была 1 человек на всю общину в год (5,5 случаев в год на 100 тыс. населения). Для сравнения, средний по США уровень самоубийств составил в 1980 году 12,5 случаев на 100 000 населения, а средний по нерелигиозному населению уровень самоубийств был в полтора раза выше, на это различие обратил внимание исследователь Крейбилл.

## Подобные религиозные группы
Меннониты старого обряда, гуттериты и данкеры старого обряда чётко отличаются от амишей. Все они эмигрировали из Европы, но они прибыли с разными диалектами, отдельными культурами и различными религиозными традициями. В частности, гуттериты живут общиной и, в основном, принимают современные технологии.
Ранние квакеры своим поведением и образом жизни были похожи на амишей, но не были связаны с амишами. Большинство современных квакеров уже не носят такую скромную одежду, как прежде.

## Образы амишей в искусстве
Образы амишей запечатлены в произведениях не только амишского, но и внешнего (по отношению к амишам) искусства и культуры. Для большинства людей жизнь амишей, существенно отличающаяся от «американского мейнстрима», остаётся загадочной и потому вызывает интерес. Как правило, амиши избегают давать интервью журналистам и прячутся от фотографов и видеокамер. Однако амиши стали популярной темой для многих фильмов и телевизионных шоу. Особое внимание СМИ привлекают амишские подростки-румспринги.